# Patrik Kittel
Patrik Alexander Kittel (Österåker, 10 de junio de 1976) es un jinete sueco que compite en la modalidad de doma.
Ganó tres medallas de bronce en el Campeonato Europeo de Doma entre los años 2011 y 2019. Participó en tres Juegos Olímpicos de Verano, entre los años 2008 y 2016, ocupando el quinto lugar en Londres 2012 y el quinto en Río de Janeiro 2016, en la prueba por equipos.

## Palmarés internacional
| Campeonato Europeo | Campeonato Europeo      | Campeonato Europeo | Campeonato Europeo |
| Año                | Lugar                   | Medalla            | Categoría          |
| ------------------ | ----------------------- | ------------------ | ------------------ |
| 2011               | Róterdam (Países Bajos) | Medalla de bronce  | Individual (libre) |
| 2017               | Gotemburgo (Suecia)     | Medalla de bronce  | Por equipos        |
| 2019               | Róterdam (Países Bajos) | Medalla de bronce  | Por equipos        |